# Pimpla aequalis
Pimpla aequalis är en stekelart som beskrevs av Léon Abel Provancher 1880. Pimpla aequalis ingår i släktet Pimpla och familjen brokparasitsteklar. Inga underarter finns listade i Catalogue of Life.